# Tell Arpachiyah
Koordinaten: 36° 29′ 45″ N, 42° 57′ 10″ O
Tell Arpachiyah (auch oftmals nur als Arpachiyah bezeichnet) ist ein kleiner Hügel bei Mosul im heutigen Irak. Er misst ca. 120 m im Durchmesser. Ausgrabungen haben hier vor allem Siedlungsschichten der Halaf-Kultur (ca. 5500 bis 5000 v. Chr.) und der Obed-Kultur (5000 bis 4000 v. Chr.) zu Tage gefördert.
In der Phase der Halaf-Kultur standen hier vor allem runde Häuser, die jeweils einen rechteckigen Anbau hatten. Die Bauten bestanden teilweise aus Stein. Es fanden sich vereinzelt Bestattungen im Siedlungsbereich. Besonders reich war die Ausbeute an bemalter Keramik. In der Tat stammen viele der schönsten Werke halafzeitlicher Keramik von diesem Fundort. Aus Schicht TT6 stammen die Reste eines niedergebrannten Hauses, in dem sich ein reiches Inventar, wie ein Obsidiangefäß, verschiedene andere Steingefäße aus Alabaster, Kalkstein, Serpentin und Diorit fanden. Hier kamen auch Muschel- und Steinperlen, sowie Tonfiguren von Frauen zu Tage. C-14-Proben datieren auf 4980 ±60 und 5077 ±83 bc (uncal). Dies sind wichtige Daten, um die Halaf-Kultur insgesamt chronologisch einzuordnen.

## Forschungsgeschichte
Der Siedlungshügel heißt nach dem Dorf Arpachiyah, die Ruinenstätte wird auch Tepe Reshawa genannt. 1933 führte Max Mallowan erste Grabungen durch. Er arbeitete in der einen Kampagne mit 180 Mann und legte zehn Siedlungsschichten frei, wobei er nicht bis zum gewachsenen Boden gelangte. Die Nummerierung erfolgte von oben (TT - Top of Tepe) nach unten. 
Eine weitere Ausgrabung durch Ismail Hijara lieferte 1976 eine durchgängige Keramik-Abfolge von TT6 bis zum gewachsenen Boden. Chemisch-physikalische Untersuchungen der Keramik und des verwendeten Tones zeigten Handelsbeziehungen zu benachbarten Siedlungen wie dem 25 Kilometer nördlich gelegenen Tepe Gawra auf.